# فيجاي أنتوني
فيجاي أنتوني (بالإنجليزية: Vijay Antony)‏ هو مغني وملحن هندي، ولد في 24 يوليو 1975 في ناغركويل ‏ في الهند.

## وصلات خارجية
- الموقع الرسمي
- فيجاي أنتوني على موقع IMDb (الإنجليزية)
- فيجاي أنتوني على موقع ميوزك برينز (الإنجليزية)
- فيجاي أنتوني على موقع قاعدة بيانات الفيلم (الإنجليزية)
- فيجاي أنتوني على موقع كينوبويسك (الروسية)